# Ligne 9 du métro de Berlin
Pour les articles homonymes, voir Ligne 9 et U9.
La ligne 9 du métro de Berlin (U-Bahnlinie 9 ou U9) est une des neuf lignes du métro de Berlin. Elle relie Gesundbrunnen à Steglitz.

## Caractéristiques
La ligne 9 traverse la ville du nord au sud et se situe entièrement dans l'ancien Berlin-Ouest. Elle est entièrement souterraine. Avec une longueur de 12,52 km seulement pour dix-huit stations desservies, c’est l’une des plus courtes des lignes du métro berlinois.
Avec les lignes U5, U6, U7 et U8, la ligne fait partie du réseau à grand gabarit (Großprofilnetz) qui utilise des trains de 2,65 m de large, par opposition aux premières lignes qui sont conçues pour des trains plus étroits.

## Histoire

### Chronologie
- 28 août 1961 : ouverture de la section Leopoldplatz — Spichernstraße
- 29 janvier 1971 : prolongement au sud jusqu'à Walther-Schreiber-Platz
- 30 septembre 1974 : prolongement au sud jusqu'à Rathaus Steglitz
- 30 avril 1976 : prolongement au nord jusqu'à Osloer Straße

### Construction
L'origine de la construction de la ligne 9 est avant tout historique et politique. Dans les années 1950, le centre historique de Berlin perd en effet de son importance du fait de la partition de la ville et un nouveau centre émerge à l'Ouest dans le quartier du Kurfurstendamm. Dans le même temps, les quartiers du nord de Berlin-Ouest se retrouvent isolés car les lignes de métro et de tramway existantes obligent les voyageurs à transiter par Berlin-Est.

Le Sénat de Berlin-Ouest décide donc la construction d'une nouvelle ligne de métro offrant un lien direct avec les pôles d'attractivité de l'Ouest tout en contournant la frontière avec la RDA.

## Liste des stations
En partant de l'extrémité nord de la ligne 9 (Les stations en gras servent de départ et de terminus) : 
| PK   |  |   |  | Station                 | Quartier        | Correspondance |
| ---- |  | - |  | ----------------------- | --------------- | -------------- |
| 0,0  |  | o |  | Osloer Straße           | Gesundbrunnen   |                |
| 0,7  |  | • |  | Nauener Platz           | Gesundbrunnen   |                |
| 1,6  |  | o |  | Leopoldplatz            | Wedding         |                |
| 2,3  |  | • |  | Amrumer Straße          | Wedding         |                |
| 3,1  |  | o |  | Westhafen               | Moabit          |                |
| 3,7  |  | • |  | Birkenstraße            | Moabit          |                |
| 4,3  |  | • |  | Turmstraße              | Moabit          |                |
| 5,3  |  | • |  | Hansaplatz              | Hansaviertel    |                |
| 6,7  |  | o |  | Zoologischer Garten     | Charlottenbourg |                |
| 7,1  |  | o |  | Kurfürstendamm          | Charlottenbourg |                |
| 7,8  |  | o |  | Spichernstraße          | Wilmersdorf     |                |
| 8,4  |  | • |  | Güntzelstraße           | Wilmersdorf     |                |
| 8,9  |  | o |  | Berliner Straße         | Wilmersdorf     |                |
| 10,0 |  | o |  | Bundesplatz             | Wilmersdorf     |                |
| 10,6 |  | • |  | Friedrich-Wilhelm-Platz | Friedenau       |                |
| 11,3 |  | • |  | Walther-Schreiber-Platz | Friedenau       |                |
| 12,0 |  | • |  | Schloßstraße            | Steglitz        |                |
| 12,5 |  | o |  | Rathaus Steglitz        | Steglitz        |                |

### Stations ayant changé de nom
- Putlitzstraße est devenu en 1992 Westhafen.
- Spichernstraße (Bundesallee) est devenue Spichernstraße.